# B. Mallapuram
B. Mallapuram, ook wel Bommidi genoemd, is een panchayatdorp in het district Dharmapuri van de Indiase staat Tamil Nadu. 

## Demografie
Volgens de Indiase volkstelling van 2001 wonen er 11.488 mensen in B. Mallapuram, waarvan 52% mannelijk en 48% vrouwelijk is. De plaats heeft een alfabetiseringsgraad van 64%. 